# Terremoto de Tanzania de 2016
El terremoto de Tanzania de 2016 fue un terremoto de magnitud 5.9 Mw, que golpeó el noroeste Tanzania, específicamente a 27 kilómetros al este-noreste de Nsunga por la tarde del día 10 de septiembre de 2016 y a una profundidad de 40 kilómetros que afectó principalmente a la ciudad Kyaka y Bukoba, (ciudades africanas) adonde juntos viven más de 80 mil personas.
El terremoto alcanzó una intensidad máxima de VII Mercalli (muy fuerte). Cerca de 19 personas fallecieron y otras 253 resultaron heridas en Tanzania, además de 4 muertos en Kamuli y otros 7 heridos en el distrito de Rakai de Uganda.

## Daños
Muchos edificios fueron dañados, por lo general sólo parcialmente en ruinas y estaba agrietada la tierra. El daño es probable que alcance un valor de varias decenas de millones de coronas checas. Al menos 19 personas murieron y 253 resultaron heridas en Tanzania, y la mayoría de las víctimas ocurrieron en la ciudad de Bukoba, que sufrió daños generalizados. En el período inmediatamente posterior al terremoto, se informó que el hospital principal se extendía más allá de su capacidad y se quedaba sin existencias de medicamentos, mientras que la electricidad y los servicios de telecomunicaciones se veían interrumpidos.
El 12 de septiembre, la oficina del primer ministro de Tanzania, Kassim Majaliwa, informó que al menos 840 casas fueron destruidas por el terremoto, y otras 1.264 resultaron seriamente dañadas, dejando a miles de personas sin hogar.
En Uganda, el área más afectada fue el sub-condado de Kyebe cerca de Kakuuto, donde cerca de 78 casas se derrumbaron en Minziiro, y más de 40 en Kannabulemu, incluyendo un puesto de policía. Al menos cuatro personas murieron y otras siete resultaron heridas en todo el país.
El temblor también se percibió en Burundi, la República Democrática del Congo, Kenia y Ruanda.

## Respuestas
Miembros de la Cruz Roja de Tanzania participaron en operaciones de socorro y rescate después del terremoto, con la ayuda de voluntarios de todo el país, así como de Uganda y Kenia vecinos.
El presidente de Tanzania, John Magufuli, postergó una visita a Zambia para hacerse cargo de los esfuerzos de socorro del gobierno, mientras que su homólogo keniano Uhuru Kenyatta expresó su solidaridad con el pueblo de Tanzania y ordenó a las Fuerzas de Defensa de Kenia transportar hojas de hierro, en respuesta al desastre.